# Hélicité (dynamique des fluides)
Pour les articles homonymes, voir hélicité.
En dynamique des fluides, l’hélicité est une mesure de l’effet d’entraînement qu’aura une rotation locale sur une parcelle de fluide. C’est une quantité utilisée pour déduire la turbulence du fluide et qui est particulièrement employée en météorologie pour estimer le potentiel tornadique. L’hélicité est une grandeur conservée si le fluide obéit aux équations de Navier-Stokes pour un fluide parfait et incompressible.

## Définition générale
L’hélicité est calculée en faisant la sommation, dans une parcelle de fluide, du tourbillon relatif (ou rotationnel de vitesse) avec le produit scalaire de la vitesse locale dans le fluide :
{\displaystyle H=\int {\vec {V}}\cdot \left(\nabla \times {{\vec {V}}^{'}}\right)\,d^{3}{\mathbf {R} }=\int {\vec {V}}\cdot {\vec {\zeta }}\,d^{3}{\mathbf {R} }\qquad \qquad {\begin{cases}R=dimensions\ du\ volume\\V=Vitesse\ locale\ selon\ R\\V^{'}=Vitesse\ des\ particules\ dans\ le\ volume\\\zeta =tourbillon\ relatif\end{cases}}}
L’équation montre comment ce volume entrera en rotation autour d’un axe dans la direction de déplacement, l’hélicité sera positive si la rotation est de sens horaire (en regardant d’où vient le volume) et négative si la rotation est en sens anti-horaire. De plus, plus le tourbillon et la vitesse locale seront parallèles, plus H sera grand.

### Interprétation

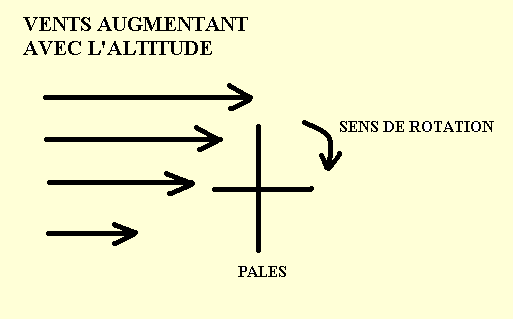
Tourbillon créé par un cisaillement des vitesses dans l'environnement

Si on considère un fluide dont la vitesse change quand on se déplace dans la direction R, ceci provoque un mouvement de rotation autour d’un axe perpendiculaire à l’axe de changement de vitesse. Pour comprendre pourquoi, il suffit d’imaginer une roue à palettes, d’axe horizontal, placée dans un fluide se déplaçant de gauche à droite. Si le fluide qui frappe le haut de la roue se déplace à une vitesse plus grande que celui qui frappe le bas, la roue se met à tourner dans le sens des aiguilles d’une montre. Ceci induit un tourbillon {\displaystyle \scriptstyle {\vec {\zeta }}} dans le fluide dont l’axe entre dans la page.
On considère ensuite un volume indépendant qui se déplace dans cet environnement à un niveau donné et avec une vitesse {\displaystyle \scriptstyle {\vec {V}}} qui est différente de l’environnement. Si ce volume se déplace dans la même direction que l’environnement, {\displaystyle \scriptstyle {\vec {V}}} et {\displaystyle \scriptstyle {\vec {\zeta }}} sont perpendiculaires et le volume ne changera pas de direction. 
Par contre, si {\displaystyle \scriptstyle {\vec {V}}} fait un angle avec le tourbillon, le volume devra changer de direction car l’environnement à ce niveau a une direction différente. La rotation maximale se produira quand {\displaystyle \scriptstyle {\vec {V}}} est dans la même direction que le tourbillon (soit entrant dans la page dans l’image de droite). Dans ce cas, le haut du volume est soumis à une vitesse plus grande que le bas ce qui crée la rotation.

## Météorologie
En météorologie, l’hélicité correspond au transfert de rotation de l'environnement vers une parcelle d'air en convection. Dans ce cas, on simplifie la définition de l'hélicité à une dimension en supposant que le tourbillon est horizontal :
{\displaystyle H=\int {{\vec {V}}_{h}}\cdot {\vec {\zeta }}_{h}\,d{\mathbf {Z} }=\int {{\vec {V}}_{h}}\cdot \nabla \times V_{h}\,dz\qquad \qquad {\begin{cases}\,dz=changement\ d'altitude\\V_{h}=Vitesse\ horizontale\\\zeta _{h}=tourbillon\ relatif\ horizontal\end{cases}}}
Comme {\displaystyle {\vec {V}}_{h}} est seulement horizontal, {\displaystyle \nabla \times V_{h}} =
{\displaystyle {\vec {k}}\times \left({\frac {\partial {\vec {V}}_{h}}{\partial z}}\right)+\left({\partial V_{h,y} \over \partial x}-{\partial V_{h,x} \over \partial y}\right){\vec {k}}\qquad \qquad {\begin{cases}{\vec {k}}\end{cases}}} = axe des z 
Donc {\displaystyle H=\int {\vec {V}}_{h}\cdot \left[{\vec {k}}\times {\frac {\partial {\vec {V}}_{h}}{\partial z}}+\left({\partial V_{h,y} \over \partial x}-{\partial V_{h,x} \over \partial y}\right){\vec {k}}\right]\,dz}
Le deuxième terme est nul car {\displaystyle {\vec {V}}_{h}} est orthogonal à {\displaystyle {\vec {k}}} et donc,
{\displaystyle H=\int {\vec {V}}_{h}\cdot \left[{\vec {k}}\times {\frac {\partial {\vec {V}}_{h}}{\partial z}}\right]\,dz}
L'expression ci-dessus est un produit mixte et on peut donc écrire que :
{\displaystyle H=-\int {\vec {k}}\cdot \left[{\vec {V}}_{h}\times \left({\frac {\partial {\vec {V}}_{h}}{\partial z}}\right)\right]\,dz}

### Calcul

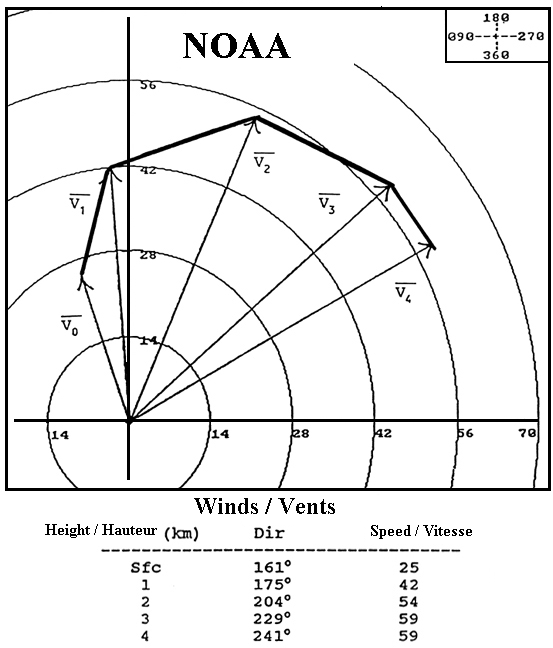
Hodographe avec les vents d'un radiosondage pointés. L'hélicité par rapport au sol est égale au double de la surface sous-tendue par la courbe qui marque le changement des vents avec l'altitude calculé directement par l'hodographe ci-contre.

On peut voir les termes de cette équation comme un changement de direction imposé à {\displaystyle \textstyle V_{h}} d’une parcelle d'air par l'environnement. Dans cette formulation : 
1. Si le vent horizontal ne change pas de direction avec l'altitude, H est nul car {\displaystyle {\vec {V}}_{h}} et {\displaystyle \textstyle {\partial {\vec {V}}_{h}/\partial z}} sont parallèles et donc leur produit vectoriel est nul.
2. Il est évident que H est positif si {\displaystyle V_{h}} tourne dans le sens horaire avec l'altitude et négatif dans le cas inverse.

Une façon rapide de visualiser l'hélicité est de pointer les vents avec l'altitude sur un hodographe, comme à droite, où la distance au centre représente la vitesse du vent et l'angle, sa direction. L'hélicité est égale au double de la surface sous-tendue par la ligne qui joint le pointage des vents dans une couche d'altitude donnée (généralement sous 3 km d'altitude). Entre deux niveaux d'altitude distincts, la surface triangulaire de l'hodographe vaut la moitié de {\displaystyle ||\textstyle {\vec {V}}_{h}\times \left({\partial {\vec {V}}_{h}}/{\partial z}\right)||}, puisque la norme d'un produit vectoriel est égal à l'aire du parallélogramme sous-tendu par ces deux vecteurs.
Comme les données sur un hodographe ne sont pas continues mais plutôt des valeurs à des hauteurs prédéterminées, l'hélicité calculée est donc une approximation utilisant {\displaystyle \textstyle \Delta V/\Delta z} plutôt que {\displaystyle {\partial {\vec {V}}_{h}}/{\partial z}}. Si les vents changent de direction avec l'altitude, comme dans le graphique, on a une hélicité non nulle. Par contre, si les vents sont tous dans la même direction, on se retrouve avec une ligne et donc une surface nulle.
Une façon plus exacte dans le cas d'un orage est d'utiliser la surface calculée avec le vent relatif à l'orage, soit la vitesse par rapport au sol moins la vitesse de déplacement de l'orage .

### Interprétation physique
L'hélicité a ainsi des unités d'énergie ({\displaystyle {m^{2}}/{s^{2}}}) qui peuvent s'interpréter comme une mesure d'énergie du cisaillement des vents, incluant leur changement de direction. L'air qui se dirige parallèlement au sol vers un orage et qui est soumis à un tel cisaillement entre en rotation. Le courant ascendant dans un orage change l'axe de rotation vers la verticale ce qui verticalise la rotation et crée un mésocyclone. L'hélicité est donc une mesure de la rotation de l'air dans les bas niveaux de l'atmosphère que l'orage peut transformer en rotation verticale.

Cisaillement du vent (flèches rouges) avec l'altitude crée une rotation horizontale (vert). Le courant entrant est représenté par la flèche rouge large.
Le courant ascendant (bleu) verticalise la rotation (vert)
Le courant ascendant se mêle à la rotation

### Hélicité relative
L'hélicité est ainsi utilisé pour définir des indices de potentiel de tornades. Cependant, dans ce cas on doit se placer dans le cadre de référence de l'orage en soustrayant la vitesse de celui-ci avec le sol. On limite également Z dans la couche entre la base du nuage et le milieu de celui-ci puisque c'est dans cette partie que la rotation sera générée (en général sous 3 km d'altitude) :

Les valeurs critiques de cette hélicité relative (HR appelé SRH en anglais) trouvées pour les orages violents en Amérique du Nord sont, :
| HR = 150 à 299 | supercellules possibles avec risque de faibles tornades selon l'échelle de Fujita |
| HR = 300 à 499 | très favorable au développement de supercellules et fortes tornades               |
| HR > 450       | violentes tornades                                                                |

N.B. Lorsque calculé avec l'hélicité sous 1 km, le seuil unique est de 100.

### Indice d'hélicité
Cependant, ces résultats sont très variables selon le type de convection atmosphérique et c'est pourquoi un indice alliant l'hélicité et l'Énergie Potentielle de Convection Disponible (EPCD) a été développé. Essentiellement, on multiplie H par l'EPCD et on divise le tout par une valeur seuil de l'EPCD.
Il est défini par :
{\displaystyle EHI={EPCD\times HR \over 160000}}
- EPCD (CAPE en anglais) est l'énergie potentielle de convection disponible (en J/kg) ;
- HR est l'hélicité relative (SRH en anglais) en m²/s².

Ceci permet d'éliminer les zones de forts tourbillons horizontaux mais de potentiel de convection faible. Cet indice d'hélicité (IH ou EHI en anglais) a les valeurs seuils suivantes, :
| IH = 1     | Formations de supercellules avec tornades faibles |
| IH = 1 à 5 | Tornades de moyenne intensité jusqu'à EF2-EF3     |
| IH > 5     | Fortes tornades EF4, EF5                          |